# Tot & begraben
Tot & begraben (Originaltitel: Dead & Buried) ist ein US-amerikanischer Horrorfilm aus dem Jahr 1981. Regie führte Gary Sherman, das Drehbuch schrieben Dan O’Bannon und Ronald Shusett.

## Handlung
Dan Gillis ist Sheriff in der Kleinstadt Potters Bluff in Neuengland, in der einige Ankömmlinge tot aufgefunden werden. Er untersucht die Morde, während seine Frau Janet regelmäßig in der Nacht das Haus verlässt.
Eines Tages fährt Gillis eine ihm unbekannte Person an, die schwerverletzt – das Unfallopfer ist offensichtlich übernatürlichen Ursprungs – flüchtet. Der Vorfall macht den Gesetzeshüter misstrauisch. Dieser intensiviert daraufhin seine Bemühungen, die Umtriebe näher zu ergründen. Gillis lässt schließlich Hautreste des Unfallwagens in einem Labor untersuchen, die letztlich besagen, dass das Gewebe schon einige Wochen tot ist. Es stellt sich heraus, dass der ortsansässige Bestatter William G. Dobbs eine Methode erfand, die Toten zu präparieren und letztlich wiederaufzuwecken. Die gesamte Ortsbevölkerung besteht aus Zombies, die Dobbs kontrolliert. Am Ende muss auch der Sheriff erkennen, dass er einst von seiner Frau ermordet wurde und ebenfalls ein Wiedergänger ist.

## Kritiken
Jennifer Dunning schrieb in der New York Times vom 10. Oktober 1981, der Film biete eine „ziemlich standardmäßige und zynische“ Handlung, die die meisten Fans der Horrorfilme zufriedenstellen könne. Das Lexikon des internationalen Films schrieb, der Film sei „an bekannte Vorbilder angelehnter Horrorfilm“, der „trotz unübersehbarer formaler Anstrengung auf Grund der spekulativen Darstellung sadistischer Tötungsszenen fragwürdig“ erscheine. Die Zeitschrift TV Movie schrieb, der Film sei „spannend, aber übertrieben brutal“.

## Auszeichnungen
Der Film wurde im Jahr 1982 als Bester Horrorfilm und für das Make-Up für den Saturn Award nominiert.

## Hintergründe
Der Film wurde im kalifornischen Mendocino gedreht. Seine Produktionskosten betrugen schätzungsweise drei Millionen US-Dollar. Der Film lief in ausgewählten Kinos der USA und spielte dort lediglich ca. 216.000 US-Dollar ein. Eine Roman-Adaption wurde von Chelsea Quinn Yarbro geschaffen.